# Muy Honorable

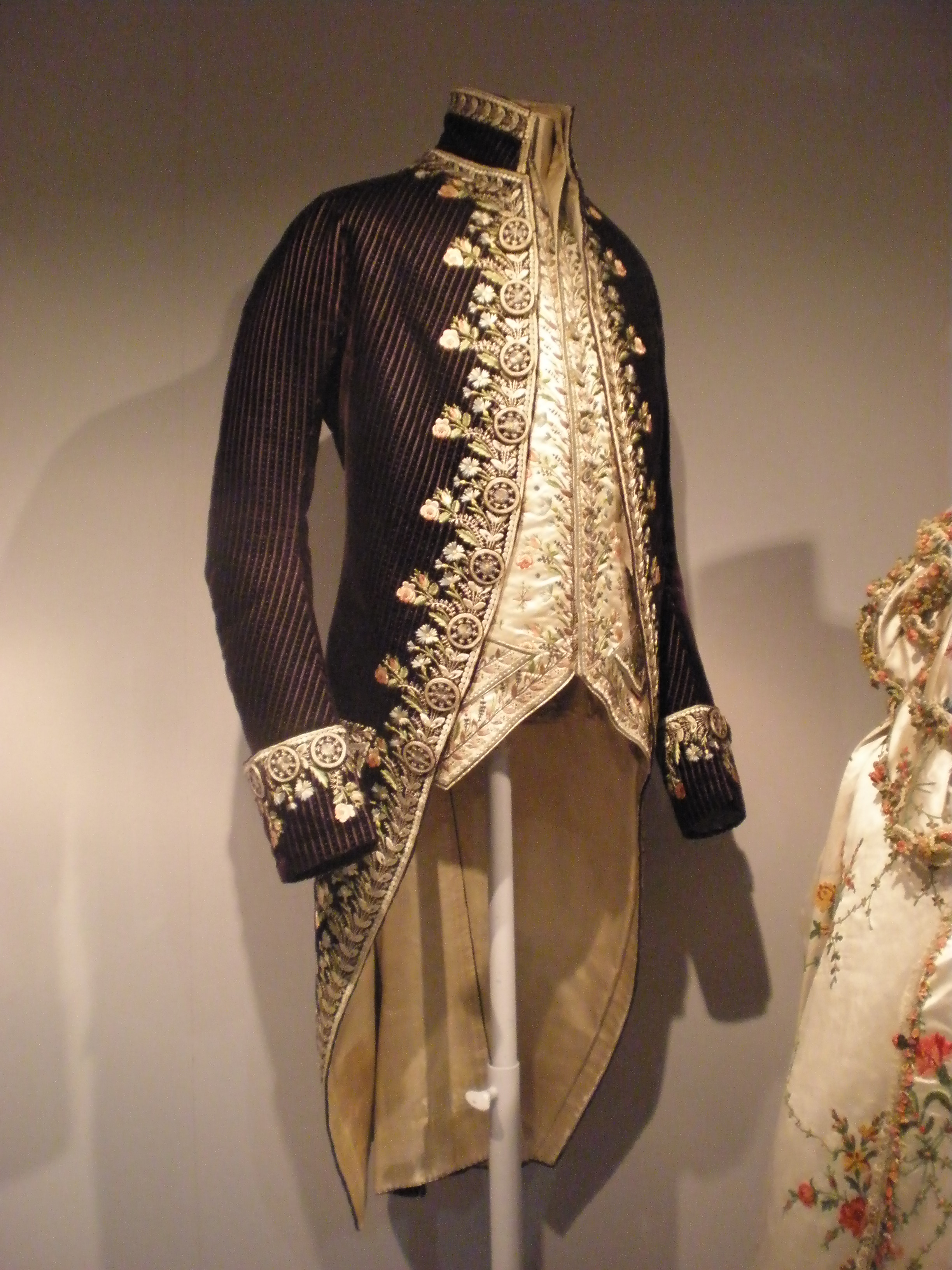
Vestimenta de una persona de la alta esfera aristocratica Anglosajona.

El Muy Honorable o La Muy Honorable (en inglés, The Right Honourable, abreviado The Rt Hon.) es una expresión honorífica aplicada a ciertas personas de países con tradición anglosajona, que son parte de la Mancomunidad de Naciones como son fundamentalmente en el Reino Unido, Australia, Canadá y Nueva Zelanda. Ejemplos son los primeros ministros de Reino Unido, Nueva Zelanda y Canadá. Otros presidentes y primeros ministros no anglosajones han utilizado esta expresión, como los de Noruega o Turquía.
En España también recibe este tratamiento el presidente del consejo de gobierno de la Generalidad (gobierno regional) de Cataluña.
A veces también se aplica a colectivos, como a grupos de lores y caballeros.